# 애덤 수전
애덤 제임스 수전(Adam James Susan)은 앨런 무어와 데이비드 로이드의 그래픽 노블 《브이 포 벤데타》에 등장하는 가공의 인물이다. 실사 영화에서는 애덤 서틀러(Adam Sutler)로 이름이 바뀌었다.
애덤 수전은 영국의 독재 정권 노스파이어의 "리더"이자 영국을 통치하는 독재자이다. 수전은 무자비한 독재자이지만, 사회에 적응하지 못하고 방황하고, 작품 중반부에서부터는 컴퓨터 시스템 "운명"(Fate)을 사랑하게 된다.